# Panyapedaliodes mara
Panyapedaliodes mara är en fjärilsart som beskrevs av Otto Thieme 1905. Panyapedaliodes mara ingår i släktet Panyapedaliodes och familjen praktfjärilar. Inga underarter finns listade i Catalogue of Life.